# 真咲華
真咲 華（まさき はな、1986年1月20日 - ）は、日本のAV女優。2018年3月7日、黛 あお（まゆずみ あお）に改名し、AV再デビュー。所属はDINO。

## 略歴
東京都出身。ハーレムエンターテイメント所属。2011年にAVデビュー。
同年中に引退の模様。
2018年3月7日、「黛あお」に改名し、AV再デビュー。

## 出演作品

### アダルトビデオ
2011年
- 続・エロ一発妻 10 （4月20日、プレステージ)
- 人妻不倫温泉 03 （5月11日、プレステージ)
- 恥ずかしいわたし 9 （7月1日、プレステージ)